# Specialiseringstjänstgöring
Specialiseringstjänstgöring (ST) är i Sverige en av Socialstyrelsen reglerad utbildning som legitimerade läkare och legitimerade tandläkare kan genomgå för att bli specialistkompetenta inom ett visst medicinskt område. Efter fullgjord specialiseringstjänstgöring är det möjligt att ansöka om specialistbevis, vilket utfärdas av Socialstyrelsen. Därefter kallas läkaren för specialistläkare och tandläkaren för specialisttandläkare.

## Beskrivning
Legitimation erhålls för läkare efter fullgjord läkarutbildning samt allmäntjänstgöring och AT-prov. Sedan 2021 läses läkarutbildningen under sex år och mynnar ut i läkarlegitimation i samband med avlagd examen. I och med denna förändring kräver specialiseringstjänstgöring istället en inledande bastjänstgöring (BT) innan specialisering. De allra flesta läkare genomgår specialiseringsutbildning. En specialiseringstjänstgöring omfattar vanligen minst fem års heltidsarbete, under vilka ST-läkaren arbetar inom såväl sitt huvudområde som angränsande områden. Arbetet inom angränsande områden kallas sidoutbildning (tidigare "randutbildning" eller "randning"/"att randa sig"/"randa").
Tandläkare erhåller legitimation efter avslutad grundutbildning. Endast cirka 10% väljer att genomgå specialistutbildning. Specialiseringstjänstgöringen pågår för tandläkare i minst tre år efter grundutbildningen. Ett ytterligare krav är att tandläkaren måste ha arbetat kliniskt i minst två år innan det är möjligt att påbörja en specialistutbildning.

### Specialistexamen
Efter internationellt mönster har det blivit allt vanligare med en frivillig specialistexamen för läkarna som är ett kunskapsprov som utförs mot slutet av specialiseringstjänstgöringen. För tandläkarna är specialistexamen obligatorisk för att få ut specialistbeviset från Socialstyrelsen.

## Överläkare och övertandläkare
Överläkare och övertandläkare är yrkestitlar för specialistläkare och specialisttandläkare med medicinskt ledningsansvar inom svensk sjukvård.

## Specialiteter
Det finns ett stort antal olika specialiteter för läkare.

### Barn- och ungdomsmedicinska specialiteter
- Barn- och ungdomsmedicin
  - Barn- och ungdomsallergologi
  - Barn- och ungdomshematologi och onkologi
  - Barn- och ungdomskardiologi
  - Barn- och ungdomsneurologi med habilitering
  - Neonatologi

### Bild- och funktionsmedicinska specialiteter
- Klinisk fysiologi
- Radiologi
  - Neuroradiologi

### Enskilda basspecialiteter
- Allmänmedicin
- Akutsjukvård
- Arbets- och miljömedicin
- Hud- och könssjukdomar
- Infektionssjukdomar
- Klinisk farmakologi
- Klinisk genetik
- Onkologi
- Reumatologi
- Rättsmedicin
- Socialmedicin

### Tilläggsspecialitet
- Allergologi
- Palliativ medicin

### Invärtesmedicinska specialiteter
- Endokrinologi och diabetologi
- Geriatrik
- Hematologi
- Internmedicin
- Kardiologi
- Lungsjukdomar
- Medicinsk gastroenterologi och hepatologi
- Njurmedicin

### Kirurgiska specialiteter
- Anestesi och intensivvård
- Barn- och ungdomskirurgi
- Handkirurgi
- Kirurgi
- Kärlkirurgi
- Obstetrik och gynekologi
- Ortopedi
- Plastikkirurgi
- Thoraxkirurgi
- Urologi
- Ögonsjukdomar
- Öron-, näs- och halssjukdomar
  - Hörsel- och balansrubbningar
  - Röst- och talrubbningar

### Laboratoriemedicinska specialiteter
- Klinisk immunologi och transfusionsmedicin
- Klinisk kemi
- Klinisk mikrobiologi
- Klinisk patologi

### Neurologiska specialiteter
- Klinisk neurofysiologi
- Neurologi
- Neurokirurgi
- Rehabiliteringsmedicin

### Psykiatriska specialiteter
- Barn- och ungdomspsykiatri
- Psykiatri
  - Rättspsykiatri